# Peter Kaumba
Peter Kaumba   (Kitwe, 31 de març de 1958) és un exfutbolista zambià de la dècada de 1980.
Fou internacional amb la selecció de futbol de Zàmbia.
Pel que fa a clubs, destacà a Power Dynamos.
Trajectòria com a entrenador:
- 1997-1998 Power Dynamos
- 1999-2002 Green Buffaloes
- 2002-2006 Kitwe United
- 2007 Zamtel
- 2009 Konkola Blades
- 2012-2013 NAPSA Stars